# Apozomus volschenki
Espèce
Apozomus volschenki est une espèce de schizomides de la famille des Hubbardiidae.

## Distribution
Cette espèce est endémique du Queensland en Australie,. Elle se rencontre dans la grotte Surprise Packet Cave à Chillagoe.

## Description
La femelle holotype mesure 4,4 mm.

## Étymologie
Cette espèce est nommée en l'honneur d'Erich S. Volschenk.

## Publication originale
- Harvey, 2001 : New cave-dwelling schizomids (Schizomida: Hubbardiidae) from Australia. Records of the Western Australian Museum Supplement, vol. 64, p. 171-185.